# IPhone 15 Pro
iPhone 15 Pro та iPhone 15 Pro Max — смартфони, розроблені Apple Inc., як флагманські iPhone сімнадцятого покоління, що прийшли на зміну iPhone 14 Pro та iPhone 14 Pro Max, відповідно. Пристрої були представлені разом з iPhone 15 та iPhone 15 Plus під час заходу Apple в Apple Park в Купертіно, штат Каліфорнія, 12 вересня 2023 року.

## Історія
Багато чуток стверджували, що iPhone 15 Pro Max може бути перейменований на iPhone 15 Ultra після того, як Apple представила Apple Watch Ultra. 8 вересня 2023 року Apple підтвердила, що вони залишатимуть назву «Pro Max» для більшого 6,7-дюймового варіанту 15 Pro, а не називатимуть його «Ultra».

## Технічні характеристики

### Обладнання
Подібно до iPhone 15 та 15 Plus, 15 Pro і Pro Max замінюють власний роз'єм Lightning на USB-C, щоб відповідати вимогам Європейського Союзу, які зобов'язують використовувати цей роз'єм у смартфонах згідно з Директивою (ЄС) 2022/2380 у 2022 році. Apple вже представила USB-C на своїх кишенькових пристроях з iPad Pro третього покоління, випущеним у 2018 році. iPhone 15 Pro та Pro Max також оснащені титановою рамкою й тоншими рамками дисплея.

### Дизайн
Корпус iPhone 15 Pro та iPhone 15 Pro Max буде виготовлений з титану. Вони будуть доступні в кольорах натуральний титан, блакитний титан, білий титан та чорний титан, який виглядає схожим на Space Black, який використовується на iPhone 14 Pro.
| Колір | Ім'я              |
| ----- | ----------------- |
|       | Натуральний титан |
|       | Синій титан       |
|       | Білий титан       |
|       | Чорний титан      |

#### Швидкість зарядки та передачі
iPhone 15 Pro та iPhone 15 Pro Max використовуватимуть USB-C зі швидкістю передачі USB 3 (приблизно до 10 Гбіт/с / 1,25 Гбіт/с), що є кращим показником порівняно з базовими моделями iPhone 14 Pro та iPhone 15/15 Plus, які мають лише швидкість передачі USB 2.0 (приблизно до 480 Мбіт/с / 60 Мбіт/с).

#### Відеовихід
Усі моделі iPhone 15 підтримують альтернативний режим DisplayPort через відеовихід USB-C із роздільною здатністю HDR до 4K.
Попередні моделі iPhone (від iPhone 5 до iPhone 14 Pro) мали максимальну підтримувану роздільну здатність 1600 x 900 (трохи менше 1080p) з цифровим AV-адаптером Lightning через технічні обмеження роз'єму Lightning.

#### Кнопка дії
На iPhone 15 Pro та iPhone 15 Pro Max є кнопка дії, яка замінює перемикач вимкнення звуку. Функцію кнопки «Дія» може налаштувати користувач. За замовчуванням кнопка дії перемикає беззвучний режим. Інші параметри включають відкриття камери, запис голосового нагадування або перемикання режиму фокусування.

### Програмне забезпечення
iPhone 15 Pro та iPhone 15 Pro Max будуть випущені з iOS 17.